# 女色
女色（じょしょく、にょしょく、じょしき）とは、女性の性愛（女性の異性愛）を指す言葉である。男色（男性同士の性愛）の対語に相当する。発音は異なるが中国伝来の言葉であり、朝鮮半島でも用いられる。

## 古代中国書典
- 《荀子·樂論》：「故君子耳不聽淫聲，目不視女色，口不出惡言。此三者君子慎之。」
- 《儒林外史·第三○回》：「比如要在梨園中求，便是愛女色的要於青樓中求一個情種，豈不大錯？」